# Muhimbili University of Health and Allied Sciences
Die Muhimbili University of Health and Allied Sciences (MUHAS) ist eine staatlich anerkannte medizinische Universität in Daressalam, Tansania. Im Studienjahr 2016/17 wurden 3061 Studenten von 304 Dozenten betreut.

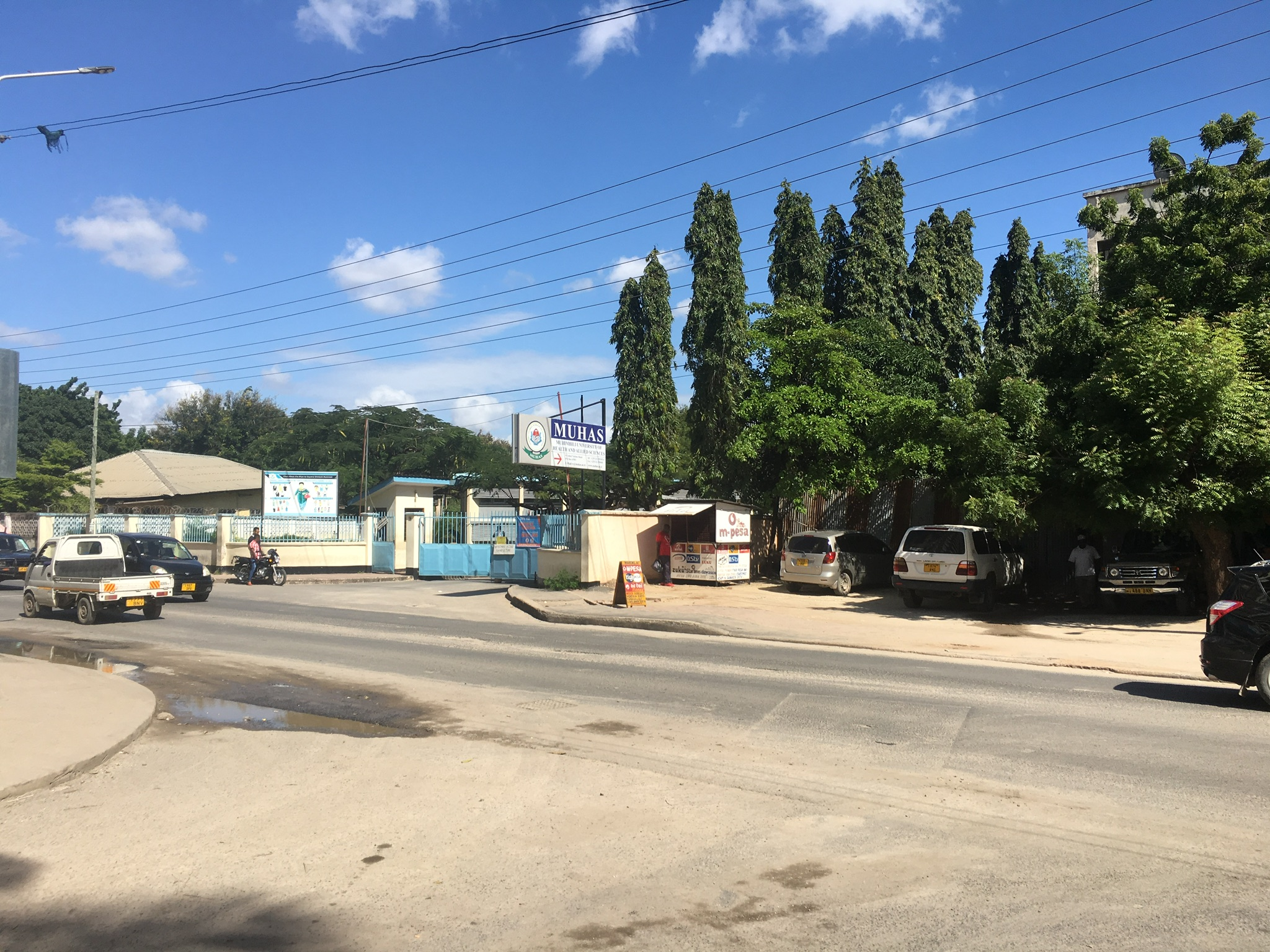
Einfahrt zur Muhimbili-Universität

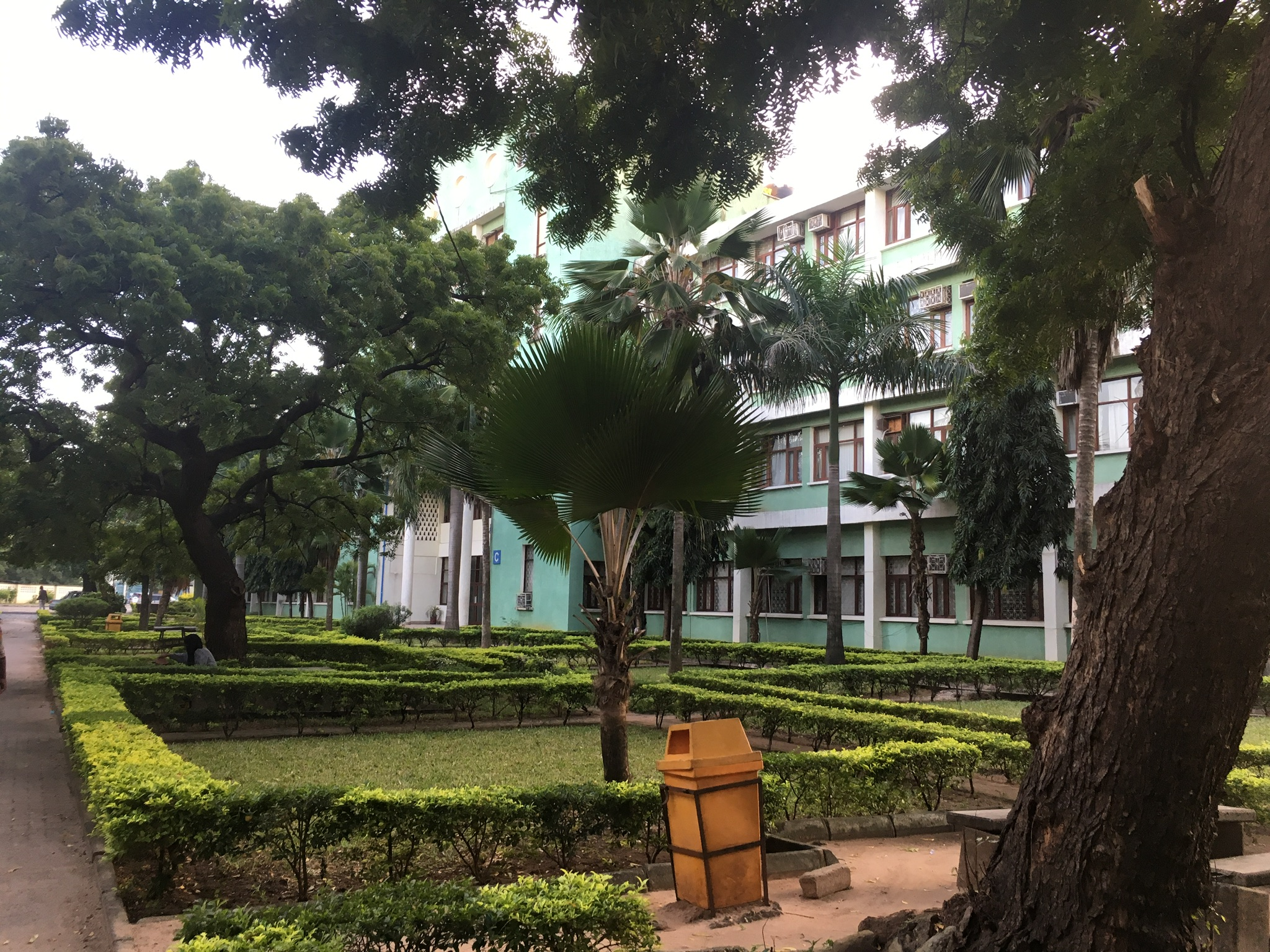
Campus der Muhimbili-Universität

## Lage
Die MUHAS liegt rund drei Kilometer nordwestlich des Zentrums und des Hafens von Daressalam im Distrikt Ilala nahe der United Nations Road.

## Geschichte
Die MUHAS geht auf die 1963 gegründete medizinische Schule von Daressalam zurück. Diese wurde später in die medizinische Fakultät der Universität Daressalam umgewandelt und 1991 modernisiert. Im Jahr 1996 wurde diese mit dem Muhimbili-Krankenhaus zum Medizinischen Zentrum Muhimbili zusammengelegt und 2007 zur selbständigen Hochschule MUHAS ernannt.
Zur Hochschule gehört das Ocean Road Cancer Institute im historischen Gebäude aus der deutschen Kolonialzeit. Das dortige onkologische Behandlungs-, Forschungs- und Ausbildungszentrum ist als Lehrkrankenhaus der MUHAS angegliedert.

## Studienangebot
Die Muhimbili-Universität besitzt die fünf Fakultäten:
- Medizin[7]
- Pharmazie[8]
- Zahnheilkunde[9]
- Krankenpflege[10]
- Öffentliche Gesundheit[11]

## Rangliste
Von EduRank wird die MUHAS als drittbeste in Tanzania, als Nummer 89 in Afrika und 3884 weltweit geführt (Stand 2021).